# Stavkirke di Grip
La stavkirke di Grip (Grip stavkirke) è una stavkirke situata nel villaggio di pescatori di Grip a quattordici chilometri da Kristiansund in Norvegia. Fu costruita nel 1470 circa nel punto più alto dell'isola, otto metri sul livello del mare. Vi furono fatte grosse modifiche nel 1621 e un lavoro di restauro nel 1933 ha rialzato la chiesa ponendola su nuove fondamenta; il tetto in ardesia e la guglia furono restaurati nel 2007.

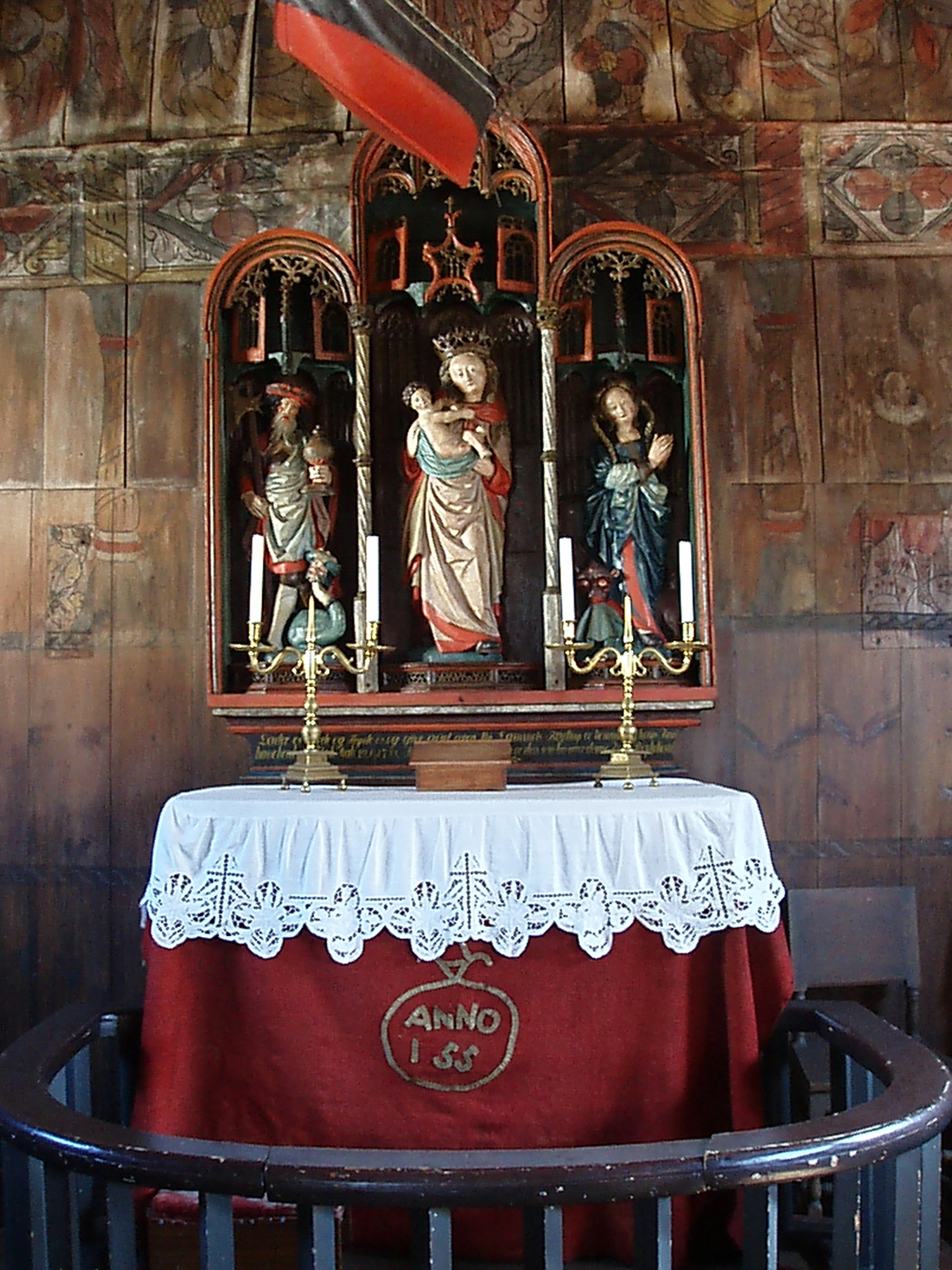
L'altare col trittico donato da Isabella d'Asburgo

Con solo una navata, una lunghezza di dodici metri, una larghezza di sei metri e mezzo e un'altezza di sei metri è una delle chiese più piccole della Norvegia. Situata in un villaggio di pescatori ora deserto, la chiesa viene usata soltanto nella stagione estiva, quando sia i residenti estivi che i turisti seguono la messa ogni terza domenica del mese, celebrata da un prete di Kristiansund. Il prete locale non vive più nella parrocchia dal 1635.
Sull'altare è un trittico proveniente dai Paesi Bassi, datato circa al 1520, con una scultura centrale della Vergine Maria, affiancata da sculture di Olaf II di Norvegia e di Santa Margherita di Antiochia, protettrice dei navigatori durante le tempeste. Il trittico è uno dei cinque donati alle chiese Norvegesi dalla principessa danese Isabella d'Asburgo, dopo che fu scortata dall'Arcicavaliere della Norvegia Erik Walkendorf durante il viaggio per il suo matrimonio con il Re danese Cristiano II verso Copenaghen nel 1515. L'altare è stato restaurato nel 2003. Altri altari furono donati alle chiese di Leka, Røst, Hadsel e Ørsta e gli storici dell'arte si riferiscono ad essi come al gruppo di Leka. La chiesa ha anche un piccolo altare del 1320.
Un nuovo organo è stato donato dai Paesi Bassi nel 2006, il quale, a causa delle condizioni meteorologiche, viene installato nella chiesa soltanto durante la stagione estiva.
A causa della natura arida dell'isola, non vi è cimitero nel terreno della chiesa; i corpi dovevano essere seppelliti altrove, tipicamente nel cimitero della chiesa di Bremsnes, lontana oltre dieci chilometri sul mare aperto.